# Dexiogyia asperata
Dexiogyia asperata är en skalbaggsart som först beskrevs av Thomas Casey 1893.  Dexiogyia asperata ingår i släktet Dexiogyia och familjen kortvingar. Inga underarter finns listade i Catalogue of Life.